# RNA polymeráza

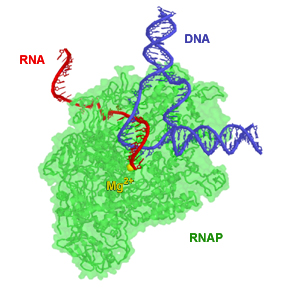
Bakteriální RNA polymeráza; na obrázku z bakterie Thermus aquaticus

RNA polymeráza (RNAP) je enzym, který katalyzuje syntézu RNA podle vzoru - příslušné části řetězce DNA (či vzácně podle jiné RNA). Díky tomuto enzymu vznikají mezi danými nukleosidtrifosfáty (ATP, CTP, GTP, UTP) fosfodiesterové vazby, čímž se spojují do řetězce několika tisíc nukleotidů. RNA polymeráza hraje klíčovou roli v procesu transkripce.
RNA polymeráza udělá chybu jednou za 104 nukleotidů, tedy asi 1 000× častěji, než DNA polymeráza (po proofreadingu). Regulaci transkripce zajišťují zejména tzv. transkripční faktory, které se mnohdy vážou na RNA polymerázu.

## Klasifikace
Rozlišují se:
- DNA-dependentní RNA polymerázy – vzorem pro jejich činnost je řetězec DNA
- RNA-dependentní RNA polymerázy – vzorem pro jejich činnost je řetězec RNA, jedná se spíše o výjimku.

## Typy RNA polymeráz

### U bakterií
Bakterie mají zřejmě jedinou RNA polymerázu, ta je však složená z několika podjednotek:
- α podjednotka (velikost 36,5 kDa) – váže se na promotor;
- β′ podjednotka (155,2 kDa) – váže se na DNA;
- β podjednotka (150,6 kDa) – umožňuje samotnou polymerizační aktivitu
- σ podjednotka (sigma faktor) – významná pro iniciaci transkripce (otevře dvoušroubovici).

### U eukaryot
U eukaryot jsou tři základní typy RNA-polymeráz, všechny jsou složené z mnoha podjednotek (například RNAP jich má kolem 12):
- RNA polymeráza I - přepisuje většinu rRNA
- RNA polymeráza II - přepisuje všechnu DNA přepisovanou na proteiny a některé malé jaderné RNA (například RNA přítomnou v spliceozomech)
- RNA polymeráza III - přepisuje tRNA, část rRNA a některé malé strukturní RNA

U rostlin se vyskytuje navíc i tzv. RNA polymeráza IV (přepisuje siRNA).
Archea mají zřejmě jen jedinou RNA polymerázu, nápadně podobnou těm eukaryotickým.